# Karsina (struga)
Karsina – struga na Pojezierzu Drawskim, w północno-zachodniej Polsce, w województwie zachodniopomorskim, na obszarze pogranicza gminy Połczyn-Zdrój i gminy Barwice; lewy dopływ Dębnicy. 
Źródła Karsiny znajdują przy północno-zachodnich zabudowaniach wsi Kocury. Stąd płynie w kierunku wschodnim i przed Nowym Koprzywnem zaczyna biec na północ. Płynie między wzniesieniem Zielnogóra a Jeziorem Krynickiego, z którego wypływa mały dopływ. Po minięciu Brusieńskich Gór uchodzi do Dębnicy, ok. 1 km na południe od wsi Piaski.
Obszar zalesionej doliny Karsiny od Nowego Koprzywna należy do specjalnego obszaru ochrony siedlisk "Dorzecze Parsęty".
Nazwę Karsina wprowadzono urzędowo w 1948 roku, zastępując poprzednią niemiecką nazwę Karzin Bach.